# Bedla zardělá
Bedla zardělá (Leucoagaricus leucothites) je jedlá houba z čeledi pečárkovitých.
Bývá uváděna jako jedlá houba, ale údajně může způsobit zdravotní problémy, jako jedovatou jí lze najít např. v knize Otrava jedovatými houbami.
Na druhou stranu Česká mykologická společnost a toxikolog Jiří Patočka uvádějí její jedlost a vhodnost pro kuchyňské použití zcela bez pochybností.

## Synonyma
- bedla stydlivá
- bedla ruměná
- Agaricus cretaceus Fr.
- Agaricus holosericeus Fr., (1836)
- Agaricus leucothites Vittad.,  1835
- Agaricus levis Krombh.,  1831
- Agaricus pudicus var. albus Mérat
- Annularia levis (Krombh.) Gillet,  1874
- Lepiota holosericea (Fr.) Gillet,  1874
- Lepiota leucothites (Vittad.) P.D. Orton,  1960
- Lepiota naucina var. leucothites (Vittad.) Sacc.,  1887
- Leucoagaricus carneifolius var. leucothites (Vittad.) Bon,  1977
- Leucoagaricus holosericeus (Fr.) M.M. Moser,  1967
- Leucocoprinus holosericeus (Fr.) Locq.,  1943
- Pratella cretacea (Fr.) Gillet,  1878
- Psalliota cretacea (Fr.) Gillet [as 'cretaceus'],  1872

## Výskyt
Bedla zardělá roste od července do října především na travnatých plochách. V lesích se prakticky nevyskytuje.